# 陳煃
陳煃（1547年—1605年），字葆光，號耐菴，浙江紹興府山陰縣人，明朝政治人物。

## 生平
陳煃生于嘉靖二十六年丁未十月，二十七歲中萬曆元年（1573年）癸酉科浙江鄉試舉人，十七年（1589年）成進士，兵部觀政 獲授安平知縣，十九年十一月調任寶應，在漕渠工程完成後與民休息，每天徵召縣內子弟前來聽他講課，尤其推崇道義。很快朝廷任命陳煃為南京四川道御史，勸諫萬曆帝不要把淹沒泗州祖陵的洪水洩洪至淮河，殃及下流各縣；又上疏反對礦稅，核查南京虛耗費用，每年節省過萬，二十九年丁憂去職，其後因年老請求退休。卒于萬曆三十三年乙巳七月，享年五十九。

## 家族
曾祖陳鉞，義官、鄉賓。祖父陳濟，儒官、乡宾。父陳試。
元配王氏，封孺人；生四子：陳至言、陳至謙、陳至論，第四兒子陳至謐是縣內廩生，聘参政何大化之女，明朝滅亡後不再出仕。

## 引用
1. 1 2  嘉慶《山陰縣志·卷十四·鄉賢二》：陳煃，字葆光，萬歷己丑進士，初知安平，調寶應。邑引漕渠，數起大役，煃與民休息。日召邑子弟躬督講課，尤崇行誼。召為南京四川道御史，時泗州陵寢漲沒，上震怒，將洩淮水殃及下流諸邑。煃上切疏諫。礦稅起，率其僚累疏力爭，所覈京帑浮費，歲省至巨萬，尋乞骸歸。子至謐，邑廩生，國變後遂不食餼，絕意仕進。
2. ↑  嘉慶《山陰縣志·卷十·選舉一》：陳煃……以上（萬曆）元年癸酉科（舉人）
3. ↑  《萬曆十七年己丑科進士履歷》：陳煃，耐菴，易五房，己未十月十八日生。山阴县人，癸卯鄉試，三甲一百名。兵部政，八月授直隶安平知縣，辛卯十一月調繁寶應县，乙未行取南四川道，丙申差巡上江，丁酉巡视下江，辛丑丁憂。

| 官衔          | 官衔                          | 官衔          |
| ------------- | ----------------------------- | ------------- |
| 前任： 王訢   | 明朝安平縣知縣 1589年－1592年 | 繼任： 楊拱   |
| 前任： 耿隨龍 | 明朝寶應縣知縣 1592年－1595年 | 繼任： 吳顯科 |